# Diplothecta
Diplothecta é um gênero de traça pertencente à família Arctiidae.